# Ratpenat orellut de Geoffroy
El ratpenat orellut de Geoffroy (Nyctophilus geoffroyi) és una espècie de ratpenat de la família dels vespertiliònids. Viu a Austràlia. El seu hàbitat natural són les zones semiàrides, mallee, arbrat, bosc humit, les zones alpines, boscos tropicals i zones urbanes. No hi ha cap amenaça significativa per a la supervivència d'aquesta espècie.